# النا جیخاروا
النا جیخاروا (انگلیسی: Elena Jikhareva؛ زادهٔ ۸ ژوئیهٔ ۱۹۷۴) بازیکن فوتبال اهل روسیه است.
وی همچنین در تیم ملی فوتبال زنان روسیه بازی کرده‌است.